# Гаунслоу (боро)
Га́унслоу (англ. London Borough of Hounslow) — боро на заході Лондона.

## Географія
Боро межує з Ілінгом на півночі, Гаммерсмітом і Фулемом (Фулхемом) на сході, Річмондом на півдні та Гіллінгдоном на заході.

## Райони
- Бедфонт
- Брентфорд
- Брентфорд-Енд
- Вудлендз
- Ганнерсбері
- Ганворт
- Гаттон
- Гаунслоу
- Гестон
- Гроув-Парк
- Ешворд
- Ізлворт
- Кренфорд
- Ламптон
- Остерлі
- Північний Гауд
- Спринг-Гоув
- Фелтгем
- Чизвік